# Giovanni Fausti
Giovanni Fausti SJ (ur. 19 października 1899 w Brozzo k. Brescii, zm. 4 marca 1946 w Szkodrze) – włoski jezuita pracujący w Albanii, więzień sumienia, błogosławiony Kościoła katolickiego.

## Życiorys
Był najstarszym spośród dwunastu synów rolnika Paolo Antonio i Marii Fausti (z d. Sigolini). Kształcił się w seminarium duchownym w Brescii. W 1917 został powołany do wojska, uczył się w Akademii Wojskowej w Modenie. Służbę wojskową zakończył w 1920 w randze porucznika artylerii. W tym samym roku podjął studia teologiczne w Papieskim Uniwersytecie Gregoriańskim w Rzymie. 9 lipca 1922 został w Rzymie wyświęcony na księdza. 30 października 1924 wstąpił w Gorycji do zakonu jezuitów. W 1929 został skierowany do Albanii, gdzie prowadził zajęcia z filozofii w seminarium w Szkodrze. W Albanii zaangażował się w kwestie dialogu między chrześcijaństwem, a islamem. Tematyce tej poświęcił kilka artykułów publikowanych w czasopiśmie La Civiltà Cattolica. W 1932 wyjechał z Albanii do Mantui, gdzie rozpoznano u niego początki gruźlicy. W latach 1933–1936 przeszedł długą kurację – początkowo w austriackim Tyrolu, a następnie w Davos. Po wyzdrowieniu powrócił do Albanii i do wykładów w szkoderskim seminarium, w którym objął funkcję rektora.
W 1943 przeniósł się do Tirany. Był świadkiem walk o Tiranę w listopadzie 1944, w czasie których został ranny w rękę. W 1945 mianowany wiceprowincjałem zakonu jezuitów. Aresztowany 31 grudnia 1945, wspólnie z ks. Danielem Dajanim przez funkcjonariuszy Departamentu Obrony Ludu. Przez dwa miesiące Fausti przebywał w odosobnieniu, był poddany torturom. Oskarżano go o działalność szpiegowską na rzecz Watykanu i państw zachodnich. W lutym 1946 stanął przed sądem, który 22 lutego skazał go na karę śmierci. 4 marca 1946 został rozstrzelany pod murem cmentarza katolickiego w Szkodrze. Jego ostatnie słowa miały brzmieć: Niech żyje Chrystus król, niech żyje Albania.
Fausti znajduje się w gronie 38 Albańczyków, którzy 5 listopada 2016 w Szkodrze zostali ogłoszeni błogosławionymi. Beatyfikacja duchownych, którzy zginęli "in odium fidei" została zaaprobowana przez papieża Franciszka 26 kwietnia 2016. W szkole w Brozzo, do której uczęszczał odsłonięto popiersie błogosławionego.